# Cassandra Calogera
Cassandra Calogera (Hartford, Connecticut; 26 de junio de 1986) es una actriz pornográfica estadounidense retirada.

## Biografía
Su nombre de nacimiento es Katie Rabbett. Nació el 26 de junio de 1986 en la capital del estado de Connecticut, Hartford, en el seno de una familia con ascendencia nativoamericana, italiana y polaca. Tras graduarse en la Escuela secundaria ingresó en la Universidad, donde comenzó a patrocinarse en Internet como chica webcam en pequeños shows en línea para ganar dinero extra. Calogera se trasladó a Hollywood (California) en 2007, ingresando poco después en la industria del cine porno.
A lo largo de su filmografía, Cassandra Calogera ha destacado por sus enormes senos naturales, lo que le ha hecho partícipe de diversas películas de temática de chicas con grandes pechos como Big Boob Bonanza, donde participaba con Laura Lion, Alexis May, Alexis Silver o Harley Rain; Big Wet Tits 6, con Abbey Brooks, Carmella Bing y Jayden Jaymes; y Breast Worship 2 junto a Shyla Stylez, Nikki Benz, Tory Lane, Gianna Michaels y Ami Jordan.
A partir de 2011 empezó a dejar de lado sus apariciones en películas para dedicarse más a los shows por Internet. En 2013 cesaba por completo su actividad como actriz, dejando más de 190 películas como actriz.

## Premios y nominaciones
| Año  | Ceremonia    | Resultado | Premio                  | Trabajo |
| ---- | ------------ | --------- | ----------------------- | ------- |
| 2009 | Premios XBIZ | Nominada  | Mejor actriz revelación | —       |